# Passe-Crassane (pera)
Passe-Crassane (en España: 'Pasa Crasana' en E.E. Aula-Dei de Zaragoza) es una variedad cultivar de pera europea Pyrus communis. Esta pera está cultivada en la colección de la Estación Experimental Aula Dei (Zaragoza). Esta pera también está cultivada en diversos viveros entre ellos algunos dedicados a conservación de árboles frutales en peligro de desaparición. Esta pera es originaria de Francia, también estuvo cultivada en España, y tuvo su mejor época de cultivo comercial antes de la década de 1960, y actualmente en menor medida aún se encuentra. Tolera la zona de rusticidad delimitada por el departamento USDA, de nivel 5 a 8.

## Sinonimia
- "Pasa Crasana" en España.[9][10][11]

## Historia
La variedad de pera 'Passe-Crassane' fueron desarrolladas con uno de sus parentales reconocidos 'Doyenné d'Hiver' en 1845 por el viverista Louis Boisbunel en Rouen, (Francia) que es la capital de la región de Normandía, y los primeros frutos se cosecharon en 1855. Después de su introducción, la variedad se cultivó en Italia, España y Francia, y se importó a Inglaterra y Alemania, donde se convirtió en una fruta de lujo popular. En el siglo XX, las peras Passe Crassane cayeron en gran medida en desgracia debido a las plagas y se limitaron a cultivarse solo en huertos existentes. Hoy en día, las peras Passe Crassane todavía se cultivan a pequeña escala en el norte de Italia y el sur de Francia y se pueden encontrar en los mercados locales de Europa. La variedad también se cultiva en huertos familiares en California de los Estados Unidos.
Consta una descripción del fruto: Leroy, 1867 : 505; Kesssler, 1949 : 113; Vandendael, 1954; Baldini y Sacaramuzzi, 1957 : 320; CTIFL 1967, y en E. E. Aula Dei.
En España 'Pasa Crasana' está considerada incluida en las variedades locales autóctonas muy antiguas, cuyo cultivo se centraba en comarcas muy definidas. Se caracterizaban por su buena adaptación a sus ecosistemas y podrían tener interés genético en virtud de su adaptación. Se encontraban diseminadas por todas las regiones fruteras españolas, aunque eran especialmente frecuentes en la España húmeda. Estas se podían clasificar en dos subgrupos: de mesa y de cocina (aunque algunas tenían aptitud mixta).
'Pasa Crasana' es una variedad clasificada como de mesa, difundido su cultivo en el pasado por los viveros comerciales y cuyo cultivo en la actualidad se ha reducido a huertos familiares y jardines privados, excepto en la provincia de Lérida donde aún está en cultivo comercial.
'Passe-Crassane' está cultivada en diversos bancos de germoplasma de cultivos vivos tales como en la colección de la Estación Experimental Aula Dei (Zaragoza) con la denominación 'Pasa Crasana', y en National Fruit Collection (Colección Nacional de Fruta) de Reino Unido con el número de accesión: 1975 - 195 y Nombre Accesión : Passe-Crassane (LA)
'Passe-Crassane' es el Parental-Madre de la variedades cultivares de pera:
- Bon-Chretien Frederic Baudry[16]

## Características
El peral de la variedad 'Pasa Crasana' tiene un vigor Medio; florece a finales de abril; tubo del cáliz mediano, en embudo con conducto corto o medio, y sus pistilos están unidos y carnosos, llenando el conducto. El árbol es productivo y susceptible a ciertas enfermedades.
La variedad de pera 'Pasa Crasana' tiene un fruto de tamaño de medio a grande; forma redondeada o turbinada aplastada, sin cuello, aunque a veces presenta un ligero estrangulamiento próximo a la cavidad peduncular, simétrica o ligeramente asimétrica, con la anchura máxima centrada o algo por debajo de la línea media, y contorno irregular; piel ruda, seca y mate, rara vez más fina y un poco brillante; con color de fondo verde oliváceo pasando a amarillo verdoso o limón, sobre color muy leve sin chapa o con chapa muy ligera de color rojo anaranjado claro, presenta un punteado abundante, muy menudo, generalmente ruginoso-"russeting", con una zona ruginosa espesa en la cavidad del pedúnculo, extendiéndose en manchitas por el resto del fruto, "russeting" (pardeamiento áspero superficial que presentan algunas variedades) medio a alto; pedúnculo de longitud medio o largo, con grosor medio, fuerte, leñoso, engrosado en su parte superior, a veces presenta ligeros embriones de yema, recto o ligeramente curvo,  implantado derecho o ligeramente oblicuo, cavidad del pedúnculo estrecha con profundidad variable, desde casi superficial a bien pronunciada, presenta borde en general oblicuo, con un lado más alto, formando una ligera gibosidad; anchura de la cavidad calicina media o estrecha, bastante profunda, con el interior de la cavidad a veces ligeramente plisado, borde fuertemente ondulado; ojo pequeño o medio, cerrado o semicerrado; sépalos convergentes o erectos, carnosos en la base.
Carne de color blanca amarillenta; textura fundente, jugosa, algo granulosa; sabor aromático, alimonado, muy bueno; corazón pequeño, fusiforme, pedregoso. Eje largo, abierto, interior lanoso. Celdillas pequeñas. Semillas de tamaño grande, ocupando toda la celdilla, ventrudas, puntiagudas en la inserción, color castaño rojizo u oscuro.
La pera 'Pasa Crasana' tiene una época de maduración en invierno (en E. E. Aula Dei de Zaragoza). Aguanta en buenas condiciones hasta tres meses de almacenamiento en un ambiente refrigerado. Se usa como pera de mesa fresca, y en cocina para hacer jaleas.

## Cultivo y susceptibilidades

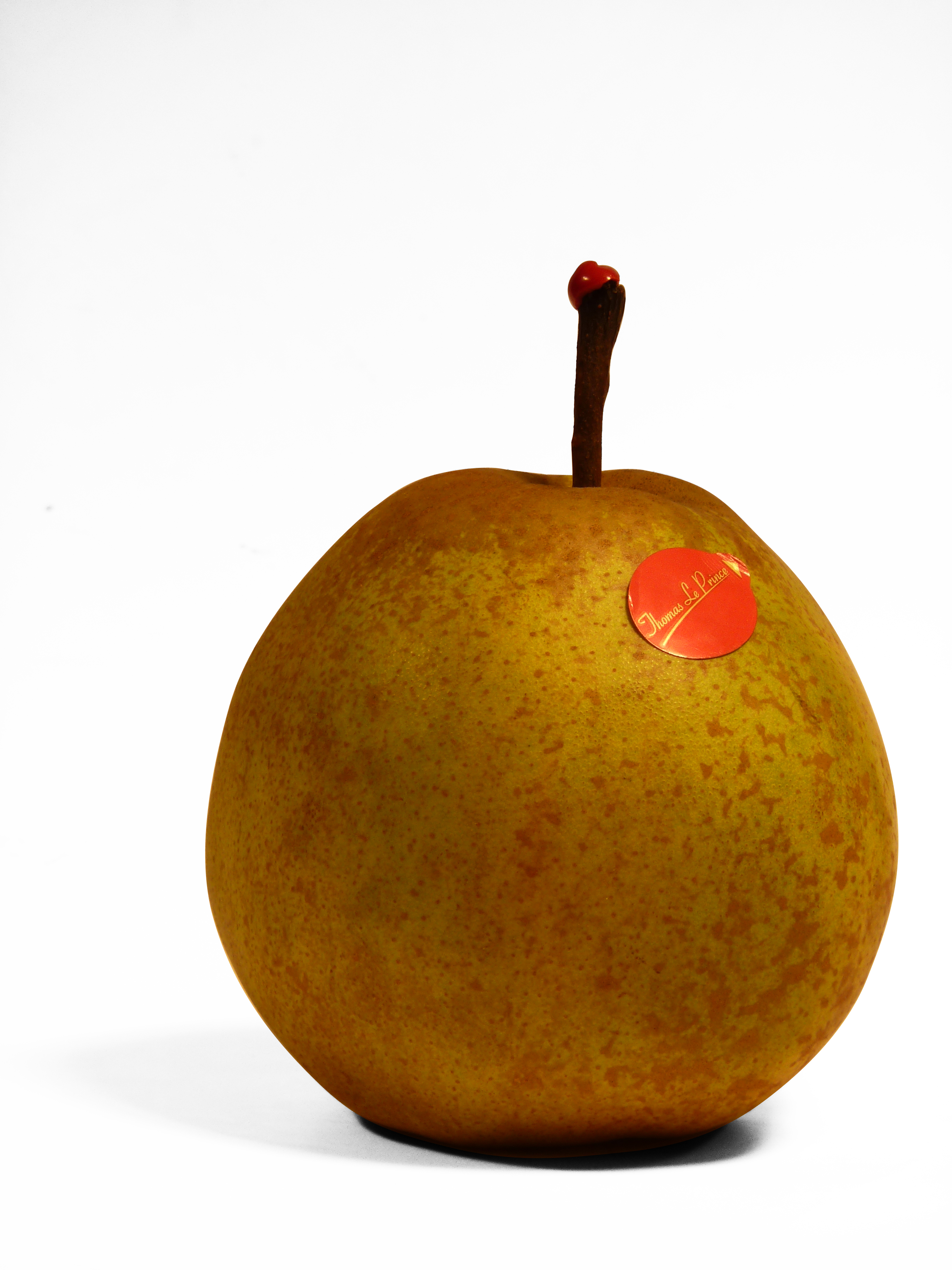
Passe-Crassane producida en Saboya.

'Passe-Crassane', que alguna vez fue la pera de invierno más cultivada en Francia, tiende a desaparecer porque su árbol es muy sensible al fuego bacteriano. Esta sensibilidad no es intrínsecamente superior a la de otras variedades (Doyenné du Comice que también es muy sensible) pero se debe a la producción de floraciones secundarias muy abundantes y escalonadas, propias de esta variedad.
Debido a esta sensibilidad, su plantación y multiplicación está prohibida en Francia desde 1994, pero no la venta de frutos resultantes de plantaciones existentes.
La variedad también es muy susceptible a la formación de sarna en hojas, frutos y madera.
'Passe-Crassane' es una de las seis variedades de peras de IGP de Saboya.
En Italia, donde no está sujeta a una prohibición de multiplicación, es una de las diez peras de la denominación "Pera dell'Emilia-Romagna".
En España está su cultivo introducido en la provincia de Lérida.